# Нульовий меридіан
Нульовий меридіан — меридіан, довгота якого дорівнює нулю градусів.

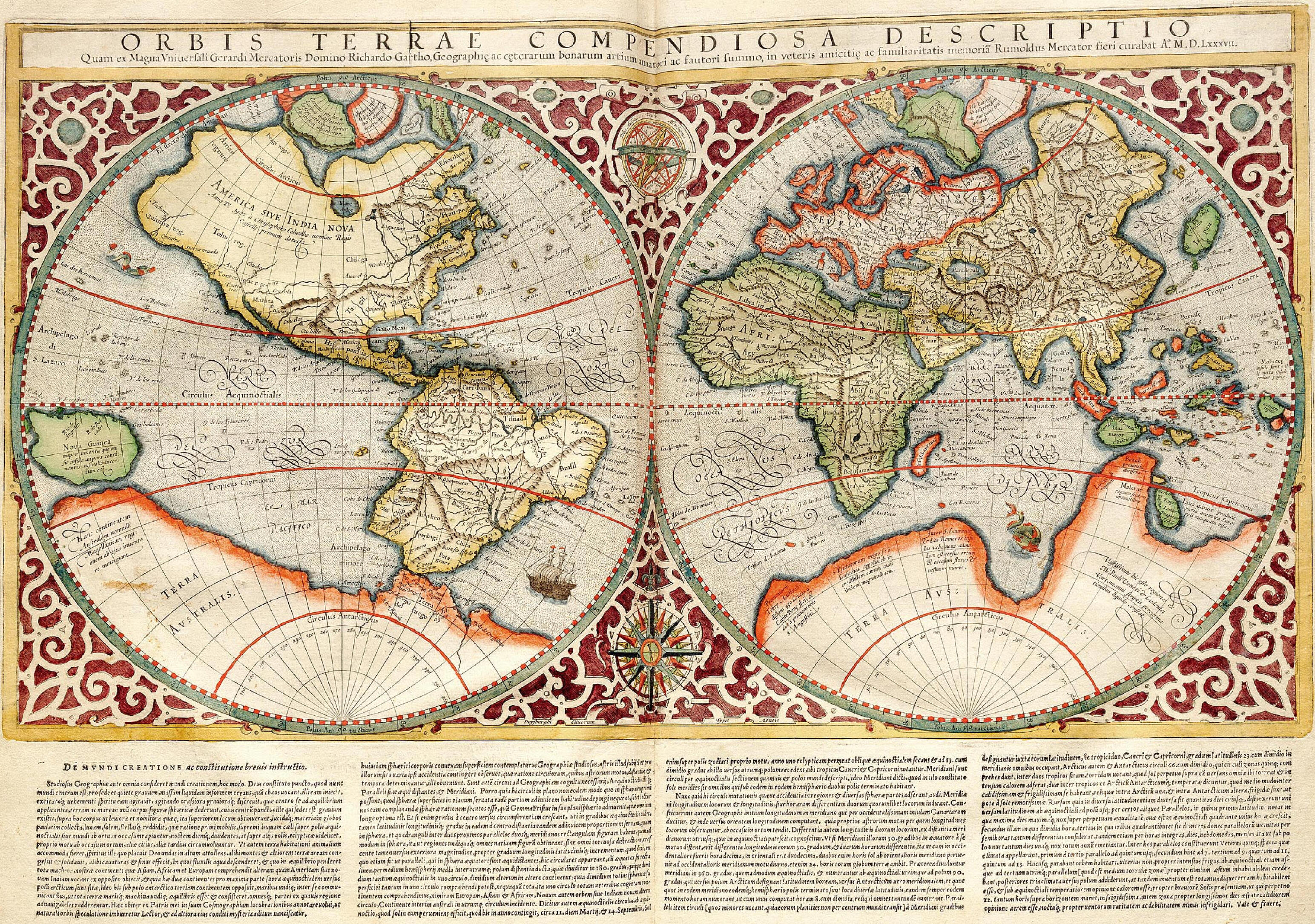
Герард Меркатор «Atlas Cosmographicae» (1595) розташував нульовий меридіан поблизу від 25° з. д. за Гринвічем, трохи західніше острова Санта-Марія

Вибір нульового меридіану не має якогось фізичного сенсу (на відміну, наприклад, від екватора) і є предметом домовленості між географами. Із 1884 року нульовим меридіаном Землі прийнято вважати Гринвіцький меридіан. Історично географи різних країн обирали різні меридіани, від яких вели відлік. Нижче наведено список найвідоміших нульових меридіанів в історії географії.

## Список нульових меридіанів
| Розташування             | Довгота GPS                                                                                  | Назва                                               | Примітки |
| ------------------------ | -------------------------------------------------------------------------------------------- | --------------------------------------------------- | --- |
| Берингова протока        | 168°30' з. д.                                                                                | —                                                   | 1884 року місцем розташування нульового меридіана була запропонована Берингова протока. Пропозицію висловив географ П'єр Жуль Сезар Жансен |
| Вашингтон, США           | 77°03'56.07" з. д. (1897) 77°04'02.24" з. д. (NAD 27) 77°04'01.16" з. д. (NAD 83)            | Меридіан нової Військово-морської обсерваторії США  | |
| Вашингтон, США           | 77°02'48.0" з. д. 77°03'02.3" 77°03'06.119" з. д. 77°03'06.276" з. д.                        | Меридіан старої Військово-морської обсерваторії США | |
| Вашингтон, США           | 77°02'11.56258" з. д. (NAD 83) 77°02'11.55880" з. д. (NAD 83) 77°02'11.57375" з. д. (NAD 83) | Меридіан Білого дому                                | |
| Вашингтон, США           | 77°00'32.6" з. д. (NAD 83)                                                                   | Меридіан Капітолія                                  | |
| Філадельфія, США         | 75° 10' 12" з. д.                                                                            |                                                     | [ 3 ] [ 4 ] |
| Ріо-де-Жанейро, Бразилія | 43° 10' 19" з. д.                                                                            | —                                                   | Згідно з Атласом Бразилії 1909 року |
| Острови блаженних        | ~ 25° 40' 32" з. д.                                                                          | —                                                   | Використовувався до Середньовіччя. Запропоновано 1884 року як нульовий П'єром Жансеном                                                     |
| Острів Ієрро (Ферро)     | 18° 03' з. д. (раніше) 17° 39' 46"                                                           | Меридіан Ферро                                      | Використовувався Птолемеєм в «Geographia». Перевизначений на 17° 39' 46" з. д., щоб опинитися рівно за 20° від Парижа                      |
| Лісабон                  | 9° 07' 54.862" з. д.                                                                         |                                                     | Португальський нульовий меридіан |
| Мадрид                   | 3° 41' 16.58" з. д.                                                                          |                                                     | Іспанський нульовий меридіан |
| Гринвіч                  | 0° 00' 05.3101" з. д.                                                                        | Гринвіцький меридіан                                | Меридіан Ейрі |
| Гринвіч                  | 0° 00' 05.33" з. д.                                                                          | United Kingdom Ordnance Survey Zero Meridian        | Меридіан Бредлі |
| Гринвіч                  | 0° 00' 00.00" з. д.                                                                          | Опорний меридіан                                    | Точка відліку довготи Міжнародною службою обертання Землі                                                                                  |
| Париж                    | 2° 20' 14.025" в. д.                                                                         | Паризький меридіан                                  | |
| Брюссель                 | 4° 22' 4.71" в. д.                                                                           |                                                     | Бельгійський нульовий меридіан |
| Антверпен                | 4° 24' сх. д.                                                                                | Антверпенський меридіан                             | Використовувався Меркатором |
| Амстердам                | 4° 53' сх. д.                                                                                |                                                     | Проходить через Вестеркерк; використовувався для визначення часу в Нідерландах з 1909 по 1937 роки                                         |
| Берн                     | 7° 26' 22.5" в. д.                                                                           |                                                     | |
| Піза                     | 10° 24' сх. д.                                                                               |                                                     | [ 3 ] |
| Осло                     | 10° 43' 22.5" в. д.                                                                          |                                                     | [ 3 ] [ 4 ] |
| Флоренція                | 11°15' сх. д.                                                                                | Флорентійський меридіан                             | Антипод меридіана, що проходить через Берингову протоку                                                                                    |
| Рим                      | 12° 27' 08.4" в. д.                                                                          | Меридіан Монте-Маріо                                | Використовувався в датумі Roma 40 |
| Копенгаген               | 12° 34' 32.25" в. д.                                                                         |                                                     | Проходить через Круглу вежу |
| Неаполь                  | 14° 15' сх. д.                                                                               |                                                     | Згадувався на Міжнародній меридіанній конференції                                                                                          |
| Стокгольм                | 18° 03' 29.8" в. д.                                                                          |                                                     | Проходить через Стокгольмську обсерваторію                                                                                                 |
| Варшава                  | 21° 00' 42" в. д.                                                                            | Варшавський меридіан                                | Польський нульовий меридіан |
| Орадя                    | 21° 55' 16" в. д.                                                                            |                                                     | [ 11 ] |
| Олександрія              | 29° 53' сх. д.                                                                               |                                                     | Використовувався Птолемеєм в «Альмагесті».                                                                                                 |
| Санкт-Петербург          | 30° 19' 42.09" в. д.                                                                         | Пулковський меридіан                                | Проходить через Пулковську обсерваторію |
| Піраміда Хеопса          | 31° 08' 03.69" сх. д.                                                                        |                                                     | Пропонувався на Міжнародній меридіанній конференції                                                                                        |
| Єрусалим                 | 35° 13' 47.1" сх. д.                                                                         |                                                     | Проходить через малий купол Храму Гробу Господнього                                                                                        |
| Мекка                    | 39° 49' 34" сх. д.                                                                           |                                                     | Точка відліку довготи, що використовувалася в арабському світі                                                                             |
| Удджайн                  | 75° 47' сх. д.                                                                               |                                                     | IV століття використовувався в Індії |
| Кіото                    | 136° 14' сх. д.                                                                              |                                                     | Використовувався на японських мапах з 1779 до 1871 року                                                                                    |
| —                        | ~ 180                                                                                        |                                                     | Антипод Гринвіцького меридіана. Пропонувався на Міжнародній меридіанній конференції Сендфордом Флемінгом                                   |

## Міжнародна меридіанна конференція
У жовтні 1884 року в Вашингтоні, США, відбулася Міжнародна меридіанна конференція, участь в якій взяли 41 делегат від 25 країн світу. Вони вибрали як нульовий Гринвіцький меридіан.
Гринвіцький меридіан вперше був обраний як нульовий 1851 року. Він проходить через вісь меридіанного кола Гринвіцької обсерваторії.